# Robert von der Heydt
Robert Freiherr von der Heydt (* 8. Juni 1837 in Berlin; † 12. Dezember 1877 ebenda) war ein deutscher Verwaltungsjurist.

## Leben
Robert von der Heydt studierte an der Rheinischen Friedrich-Wilhelms-Universität Bonn Rechtswissenschaft. Im Jahre 1856 wurde er Mitglied des Corps Palatia Bonn. Nach dem Studium und dem Gerichtsreferendariat trat er in den preußischen Staatsdienst ein. In der Rheinprovinz war er von 1866 bis 1868 königlich preußischer Landrat im Kreis Eupen und zugleich königlich preußischer Kommissar für Neutral Moresnet. Anschließend war er bis 1870 als Landrat im Landkreis Essen tätig. Nach Ausbruch des Deutsch-Französischen Kriegs wurde er 1870 zum Zivilkommissar für das Elsass mit Sitz in Straßburg ernannt. Nach der Deutschen Reichsgründung wechselte er vom preußischen in den Reichsdienst und war von 1871 bis 1875 erster Bezirkspräsident in Colmar, Bezirk Oberelsaß im Reichsland Elsaß-Lothringen. Anschließend lebte er in Berlin.
Von der Heydt war ein Sohn des preußischen Handels- und Finanzministers August Freiherr von der Heydt und dessen Ehefrau Julie Freifrau von der Heydt geb. Blank (1804–1865). Er war mit Mathilde Anna Elisabeth Amalie geb. von Balan (1847–1907) verheiratet.